# Distrito de Snina
El distrito de Snina (del eslovaco: Okres Snina) es una unidad administrativa (okres) de Eslovaquia, situado en la región de Prešov.
Es el distrito más oriental de Eslovaquia y limita al norte con Polonia, al este con Ucrania, al sur con el distrito de Sobrance, en la región de Košice y al oeste con el distrito de Humenné.

## Demografía
| Año        | 1994   | 2004    | 2014    | 2024    |
| ---------- | ------ | ------- | ------- | ------- |
| Población  | 39 369 | 39 204  | 37 451  | 33 792  |
| Diferencia |        | −0,41 % | −4,47 % | −9,77 % |

| Año        | 2023   | 2024    |
| ---------- | ------ | ------- |
| Población  | 34 071 | 33 792  |
| Diferencia |        | −0,81 % |

## División administrativa

### Municipios
- Belá nad Cirochou
- Brezovec
- Čukalovce
- Dlhé nad Cirochou
- Dúbrava
- Hostovice
- Hrabová Roztoka
- Jalová
- Kalná Roztoka
- Klenová
- Kolbasov
- Kolonica
- Ladomirov
- Michajlov
- Nová Sedlica
- Osadné
- Parihuzovce
- Pčoliné
- Pichne
- Príslop
- Runina
- Ruská Volová
- Ruský Potok
- Šmigovec
- Stakčín
- Stakčínska Roztoka
- Strihovce
- Topoľa
- Ubľa
- Ulič
- Uličské Krivé
- Zboj
- Zemplínske Hámre